# Десять американских художников
Десять американских художников (англ. Ten American Painters или коротко Десятка (англ. The Ten)) — объединение американских художников, созданное в 1897 году, отделившись от Общества американских художников.

## История

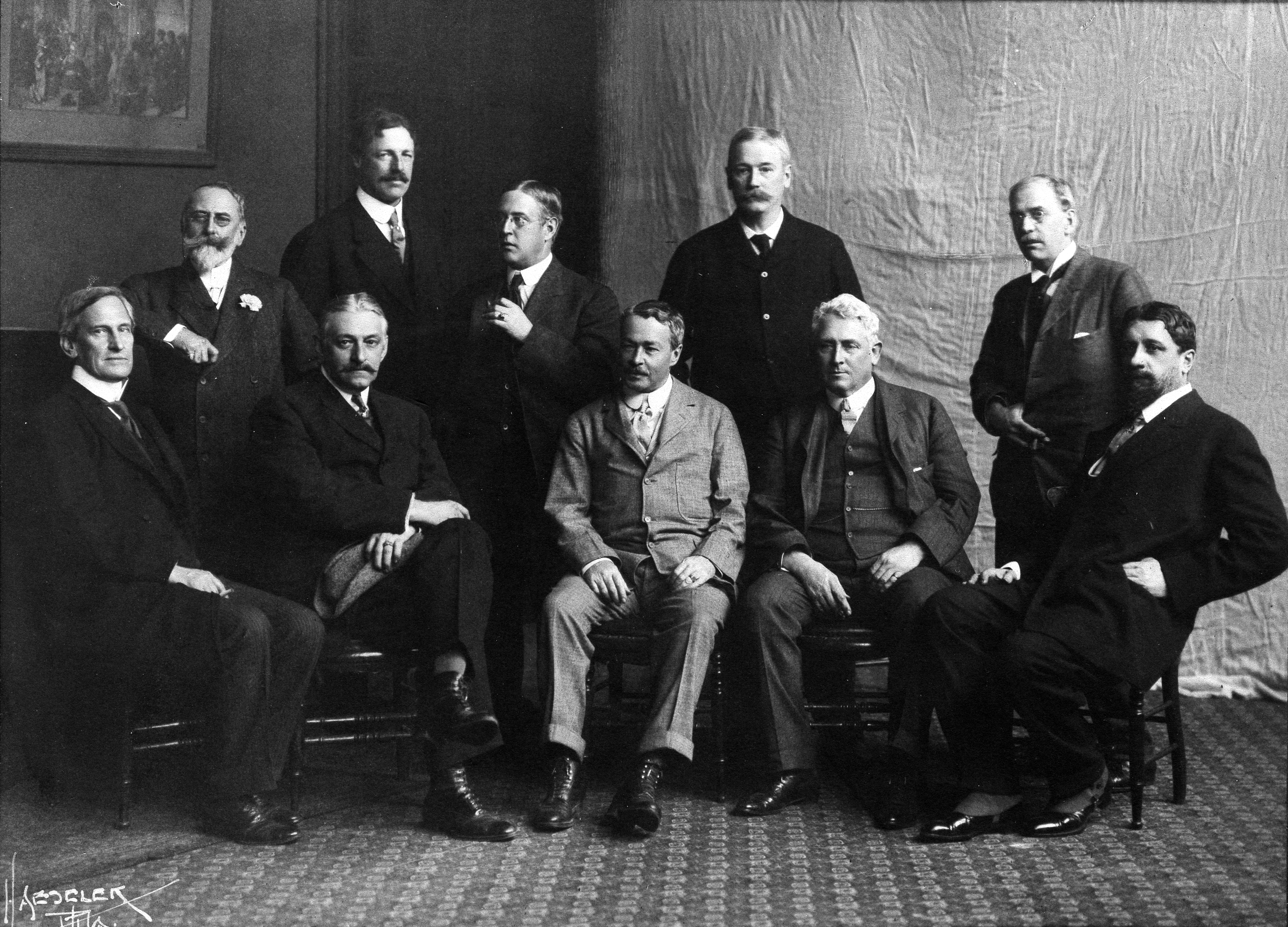
Члены группы в 1908 году. Слева направо: сидят — Симмонс, Меткалф, Гассам, Уир, Рид; стоят — Чейз, Бенсон, Тарбелл, Дьюинг, Де Камп.

Десять американских живописцев в конце 1897 года покинули Общество американских художников из-за того, что они считали нахождение посредственных художников на его руководящих должностях, девальвацию импрессионизма в сравнении с классицизмом и романтическим реализмом, плохое отношение общества к выставочной деятельности. Также по их мнению выставки, организуемые обществом, носили слишком коммерческий характер.
В состав нового художественного объединения вошли: Эдвард Симмонс, Уиллард Меткалф, Чайльд Гассам, Джулиан Уир, Роберт Рид, Джон Твахтман, Фрэнк Бенсон, Эдмунд Тарбелл, Томас Дьюинг, Джозеф Де Камп. После формирования группы, её члены попросили присоединиться к ней Уинслоу Хомера, но он отказался. Другой художник — Эббот Тайер — присоединился к ним, но вскоре передумал и вышел из состава. А когда 1902 году умер Твахтман, к «Десятке» присоединился Уильям Чейз.
Все десять художников работали Нью-Йорке или Бостоне. Они объявили, что новые члены могут быть приняты в их группу только при единогласном положительном решении всех участников. Объединение работало в течение двадцати лет, проводя ежегодные выставки. Её существование закончилось со смертью ряда участников.